# パトリシア・ウルキオラ
パトリシア・ウルキオラ（Patricia Urquiola、1961年 –)は、スペインのインテリアデザイナー、建築家。アストゥリアス州オビエド出身。

## 経歴
マドリード工科大学建築科を卒業し、1989年にミラノ工科大学のアッキーレ・カステリオーニの下で博士号を取得した。
2001年にミラノで自らのスタジオ「スタジオウルキオラ」を立ち上げている。主な作品にフォスカリーニ社の照明「カボシェ」や、モローゾ社のスツール「フィヨルド」がある。